# Sang et Or (film, 1947)
Pour plus de détails, voir Fiche technique et Distribution.
Pour les articles homonymes, voir Sang et or et Body and Soul.
Sang et or (titre original : Body and Soul) est un film américain réalisé par Robert Rossen, sorti en 1947.

## Synopsis
À la veille d'un match truqué, le boxeur Charlie Davis est assailli par le souvenir d'un certain "Ben". Troublé, il se rend chez sa mère qui le repousse puis visite une chanteuse de cabaret. Dans le vestiaire, toujours sous le choc, il tente de recouvrer ses esprits et repasse en revue sa carrière.

## Fiche technique
- Titre : Sang et or
- Titre original : Body and Soul
- Réalisation : Robert Rossen, assisté de Robert Aldrich
- Scénario : Abraham Polonsky
- Photographie : James Wong Howe
- Montage : Francis D. Lyon et Robert Parrish
- Musique : Hugo Friedhofer
- Producteur : Bob Roberts
- Société de production : United Artists
- Pays de production :  États-Unis
- Langue originale : anglais
- Format : noir et blanc – 35 mm – 1,37:1 – mono (Western Electric Recording)
- Genre : Film dramatique, Film noir
- Durée : 104 minutes
- Date de sortie : 
  - États-Unis : 9 novembre 1947

## Distribution
- John Garfield : Charlie Davis
- Lilli Palmer : Peg Born
- Hazel Brooks : Alice
- Anne Revere : Anna Davis
- Lloyd Gough : Roberts
- William Conrad : Quinn
- Joseph Pevney : Shorty Polaski
- Canada Lee : Ben Chaplin
- Art Smith : David Davis
- James Burke : Arnold
- Virginia Gregg : Irma
- Peter Virgo : Drummer, garde du corps de Roberts
- Joe Devlin : Prince
- Larry Steers : Spectateur d'un combat